# Andrena fracta
Andrena fracta là một loài Hymenoptera trong họ Andrenidae. Loài này được Casad & Cockerell mô tả khoa học năm 1896.